# Alpy

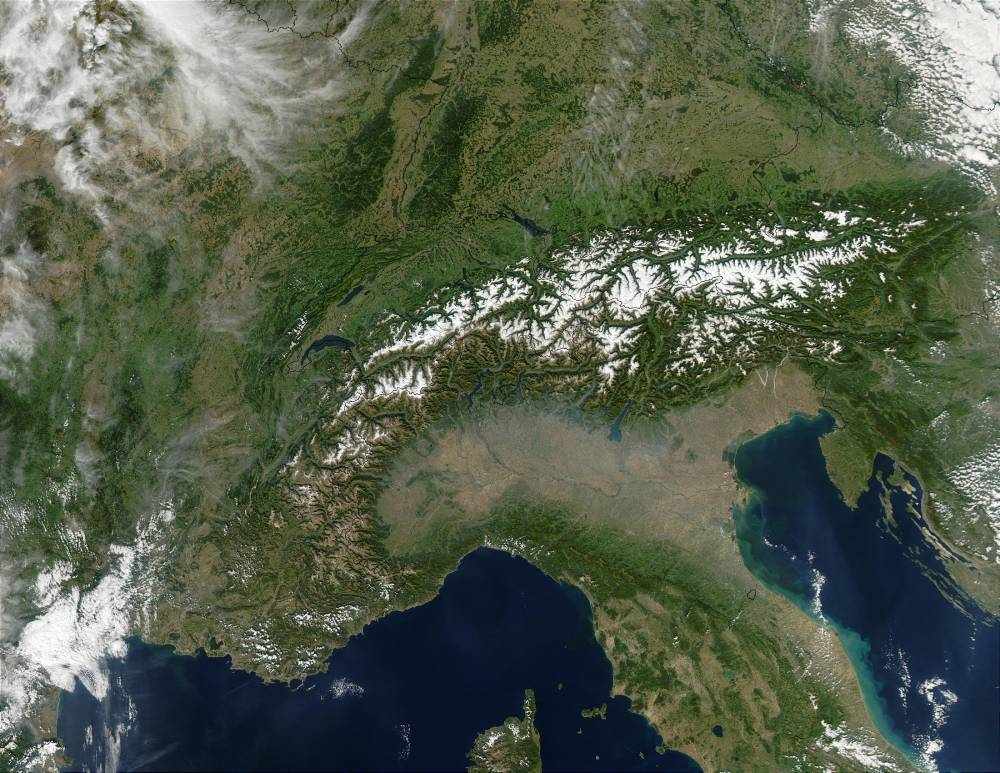
Alpy – satelitní snímek

Alpy (německy Alpen, francouzsky Alpes, rétorománsky Alps, italsky Alpi, slovinsky Alpe) jsou rozsáhlé evropské pohoří. Název „Alpy“, resp. francouzský a latinský název „Alpes“, pravděpodobně pochází z latinského albus (bílý) nebo altus (vysoký). Dalším možným vysvětlením je keltský výraz „alp“, který označuje vysoké pohoří. Alpy zasahují do území devíti evropských států: Francie, Monaka, Itálie, Švýcarska, Německa, Rakouska, Lichtenštejnska, Slovinska a Maďarska (vzhledem k tomu, že na území Monaka a Maďarska zasahují Alpy méně než 0,009 % své rozlohy, tyto země se obvykle v literatuře o Alpách neobjevují). Horstvo s názvem Alpy se ale nenachází jen na evropském kontinentě – existují také Australské Alpy, Japonské Alpy a Jižní Alpy, rozprostírající se na Novém Zélandu. Podle Alp je také pojmenováno pohoří Montes Alpes na přivrácené straně Měsíce.

## Geografický popis
Pohoří se táhne v šířce od 130 až 260 kilometrů a v délce kolem 1200 kilometrů celkem přes devět států od francouzské Riviéry a pobřeží Středozemního moře na jihozápadě až k Vídni na východě. Zaujímá rozlohu kolem 200 000 km². Řeka Rýn na švýcarsko-rakouských a švýcarsko-lichtenštejnských hranicích a přibližná spojnice Lichtenštejnska s italským městem Como vytyčují hranici mezi dvěma základními podcelky: Západními a Východními Alpami.

## Geologie

### Vznik
Počátek vzniku se datuje do doby kolem spodní křídy, kdy se na dno geosynklinály neboli mořské rozsedliny v oceánu Tethys usazovaly sedimenty. Ve třetihorách, asi před 40 až 60 miliony let vlivem natlačování Africké desky na Eurasijskou, se začaly vrstvy usazenin vrásnit v procesu alpínské orogeneze. Výrazné vyzdvihování probíhalo na přelomu třetihor a čtvrtohor. Dalším faktorem modelování pohoří bylo pleistocenní zalednění, po němž zbylo kolem 3 000 km² ledovců, četné kary a jezera.

### Složení
Alpy jsou složitý příkrovový horský systém. Ze severního a severozápadního směru byly kdysi nasunuty hlavní, největší příkrovy. Z hlediska geologické stavby lze Východní Alpy rozdělit na Centrální krystalické Alpy (rula, svor a břidlice), Severní vápencové Alpy (vápenec, dolomit) a Jižní vápencové Alpy. Ve vápencových Alpách převládají horniny zejména z období triasu, jury a křídy (usazené horniny z druhohor). Na severozápadním okraji Západních Alp (Vnější krystalické Alpy) se také vyskytují pásma vápenců. Krystalické Alpy se dělí na Vnější (hercynské krystalické masívy) a Vnitřní (pevninské příkrovy a metamorfované horniny). Centrální masívy tvoří jádro (žuly, ruly a krystalické břidlice), které je pozůstatkem starších hor z karbonu. Okrajově se vyskytují též pásma flyšových sedimentů.

## Vodstvo a zalednění

### Řeky

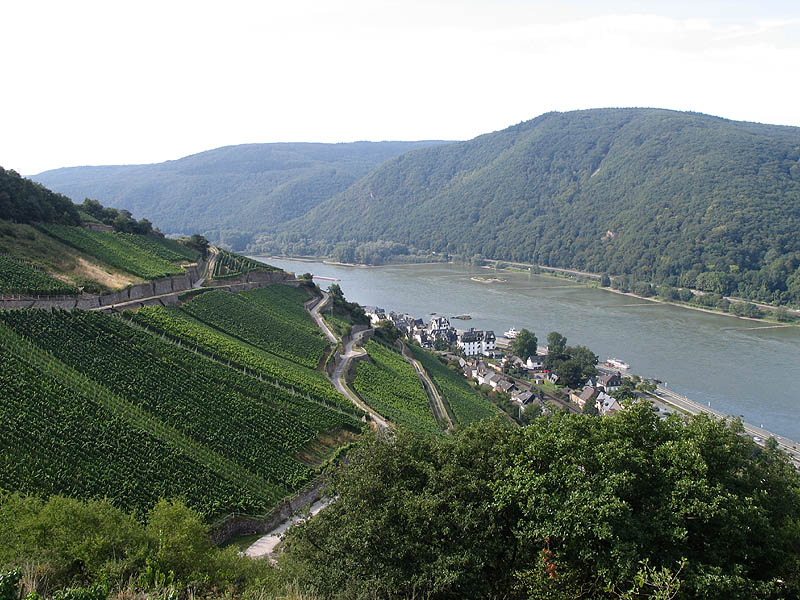
řeka Rýn

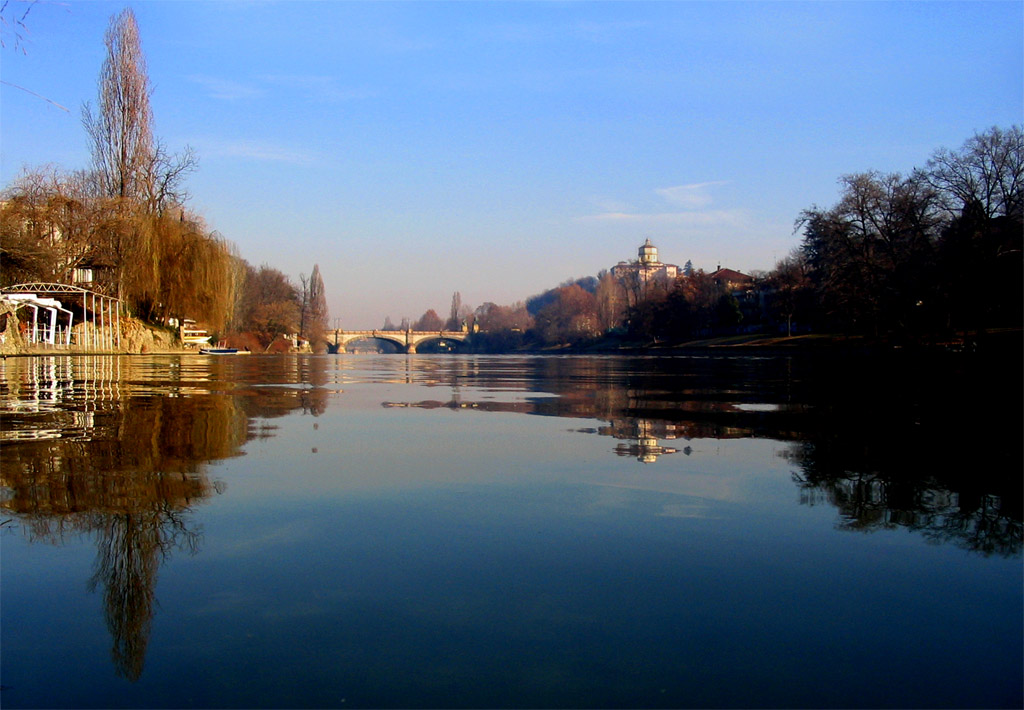
Řeka Pád

Alpy jsou nejvýznamnější pramennou oblastí ve střední Evropě. Na jejich vrcholech či hřebenech probíhají i mnohá evropská rozvodí (Albula, St. Gotthardpass). Alpské řeky se vlévají do několika moří: Středozemního, Jaderského, Černého a Severního. V masivu Gotthard ve Švýcarsku se dokonce rozcházejí řeky do tří moří (Rhôna, Rýn, Ticino). Podobně je tomu v pohoří Albula poblíž Svatého Mořice (Inn, Rýn a Pád). Ve Východních Alpách tvoří toky povětšinou dlouhá údolí, rovnoběžná s hřebeny hor (Dráva, Inn, Enns). Západní Alpy jsou na tom naopak, toky zde vytvářejí kratší a příkřejší údolí, většinou s velkým převýšením (Aara, Rýn, Rhôna). Často jsou tyto doliny směrově napříč horskými masivy. Zde vznikly na mnoha místech vodopády (např. Krimmelské vodopády). Řeky v Alpách jsou z velké většiny napájeny z ledovců, a proto jsou v létě bohaté na vodu.
K nejvýznamnějším alpským tokům náleží:
| název   | délka (km) |
| ------- | ---------- |
| Rýn     | 1 360      |
| Sáva    | 946        |
| Rhôna   | 812        |
| Dráva   | 720        |
| Pád     | 652        |
| Inn     | 510        |
| Mura    | 445        |
| Adiže   | 410        |
| Durance | 305        |
| Isère   | 290        |

### Jezera

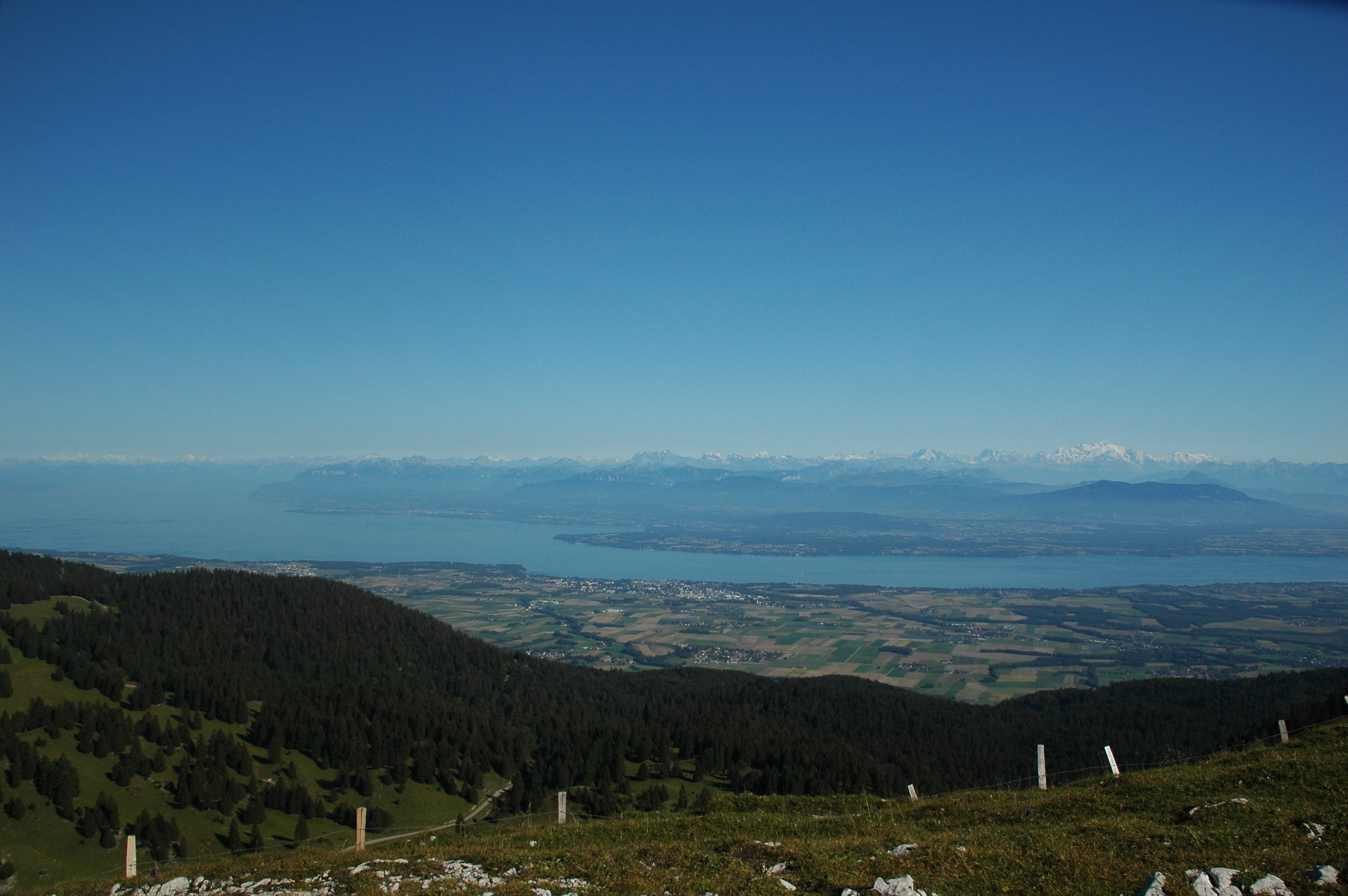
Ženevské jezero

Obrovské ledovce z období pleistocénu doslova vymačkaly na krajích hor časté mohutné morény, ve kterých následkem toho vznikla jezera. Běžně se nacházejí na severních i jižních svazích hor. Také plesa zdobící vyšší pásma mají svůj původ v ledovcové činnosti. Největším jezerem Alp je Ženevské jezero na hranicích Švýcarska a Francie, nejhlubší jsou italská jezera Lago di Como (Comské jezero, 409 m), Lago Maggiore (365 m) a Lago di Garda (Gardské jezero, 346 m).
K nejvýznamnějším jezerům Alp se řadí:
| název               | plocha (km²) |
| ------------------- | ------------ |
| Ženevské jezero     | 581          |
| Bodamské jezero     | 538          |
| Gardské jezero      | 370          |
| Neuchâtelské jezero | 218          |
| Lago Maggiore       | 212          |
| Comské jezero       | 146          |
| Lucernské jezero    | 113          |

### Ledovce

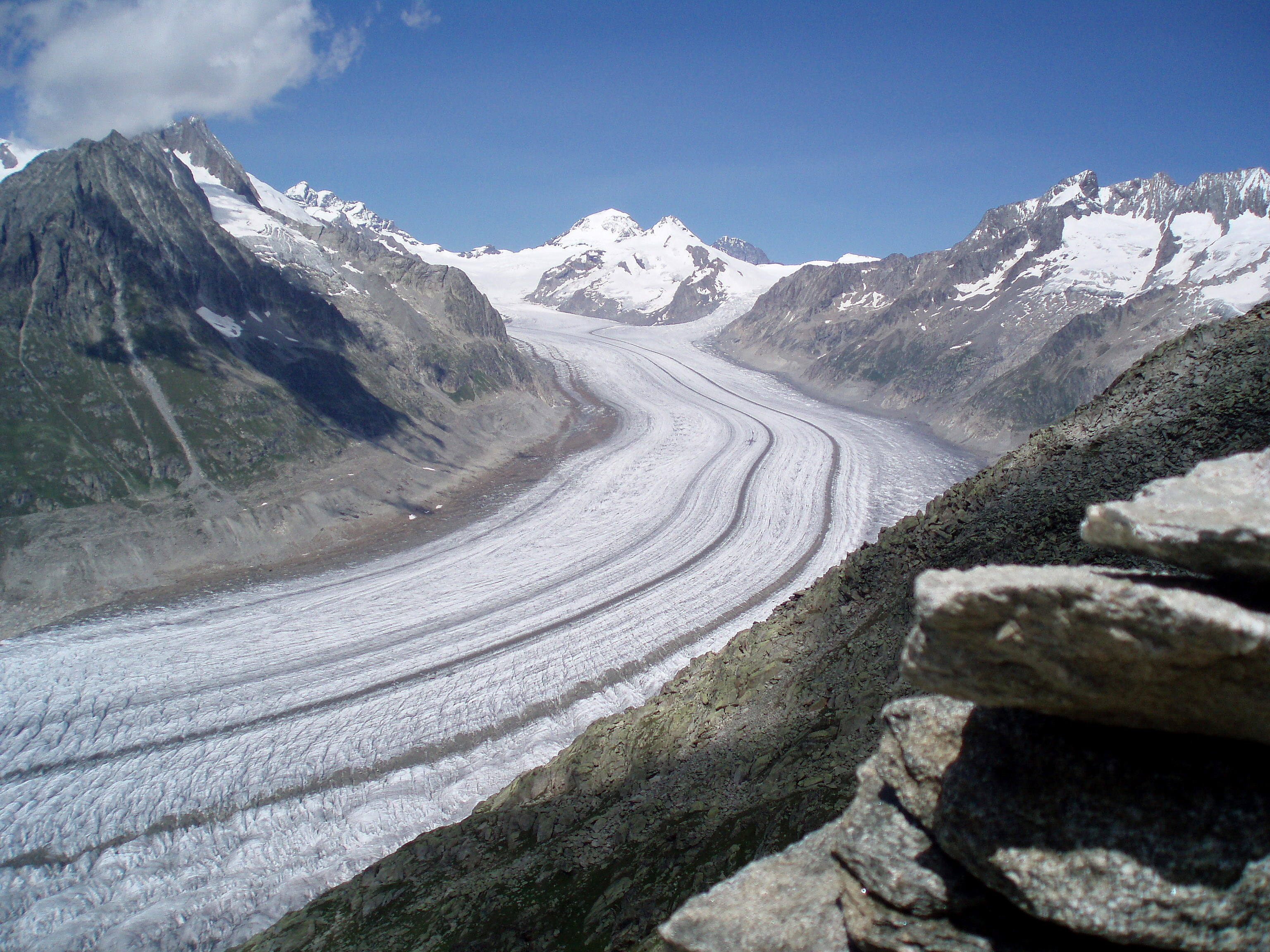
Velký Aletschský ledovec

Dnešní zalednění Alp o rozloze cca 3 200 km² jsou asi 2 % původního plochy pleistocenních ledovců. V holocénu před 5900 lety zde ale bylo méně ledovců než dnes a přibývaly. Za posledních 150 let pozorujeme značný ústup ledovců. Tato proměna odtávání (ablace) bývá v některých obdobích přerušována. Jsou však i roky, kdy dochází i k úbytkům v řádech metrů mocnosti ledovců (např. Dachstein). V létě nezamrzají ledovce ani přes noc a tím dochází k velkým úbytkům v důsledku odtávání. Tento fakt je velkou měrou způsoben globálním oteplováním planety.
Největším ledovcem Alp je Velký Aletschský ledovec v Bernských Alpách. Jeho délka je 24 km, plocha asi 115 km². Místo, kde se pod vrcholem Aletschhorn stéká několik ledovců v jeden mohutný ledovcový proud, se nazývá Konkordiaplatz. Mocnost ledu zde dosahuje kolem 350 m. Další velké ledovce v Alpách jsou Gornergletscher ve Walliských Alpách (délka 15 km a rozloha 67 km²) nebo Mer de Glace v Savojských Alpách (délka 16 km, rozloha 55 km²).

## Členění
Nejběžněji se Alpy dělí na dva velké celky – Západní a Východní Alpy. Hranici těchto celků tvoří spojnice mezi Bodamským jezerem, Rýnem, sedlem Splügenpass, řekami Liro a Mera a Comským jezerem. Západní Alpy zabírají asi 40 % a Východní Alpy 60 % celkové rozlohy systému. 
Současně uznávaná hranice mezi těmito celky nebyla odjakživa vedena tímto směrem. Do roku 1919 bylo rozdělení Východních a Západních Alp podle politické hranice. Nejvyšším vrcholem tehdejších Východních Alp byl Ortler. Tato východní část se totiž nacházela na východ od švýcarských hranic. Členění do jednotlivých pohoří je v literatuře nejednotné a mnohdy zcela rozdílné nebo až chaotické. Z mnoha skupin jsou osamostatněny jejich významné části (Savojské Alpy a Mont Blanc). Od řady horských masivů se zase oddělují tzv. Voralpen (alpská předhůří). Hranice těchto předhůří (Bavorské předhůří, Hornorakouské předhůří apod.) nejsou pevně vytyčeny. Nejvyšší vrcholy systému se až na výjimky nacházejí v Západních Alpách. Vrcholů dosahujících výšky 4 000 m je 60, ovšem pouze jeden (Piz Bernina, 4 049 m) náleží do Východních Alp.

### Západní Alpy
Do tohoto celku patří takřka celé Švýcarské Alpy, některé části Italských Alp, Francouzské Alpy a území celého Monaka. Oblouk Západních Alp je otevřený k východu a obklopuje severoitalské nížiny Piemontskou a Lombardskou. Tato část pohoří leží západně od linie Bodamské jezero – horní tok Rýna. Obecně lze říci, že hory Západních Alp jsou vyšší a mají strmější svahy s velkými výškovými rozdíly. Nalézají se zde nejdelší a nejrozsáhlejší alpské ledovce. Mont Blanc na italsko-francouzských hranicích je se svými 4 808 metry nejvyšším vrcholem Alp a zároveň celé Evropské unie. Dalšími významnými vrcholy jsou např. Matterhorn na švýcarsko-italských hranicích či Jungfrau a Eiger v Bernských Alpách.
Západní Alpy se dělí na sedmnáct hlavních skupin :

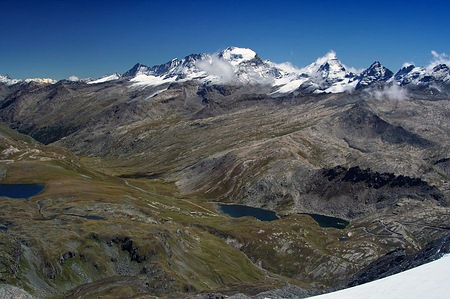
Grajské Alpy, Gran Paradiso

| název             | plocha (km²) |
| ----------------- | ------------ |
| Ligurské Alpy     | 4 500        |
| Přímořské Alpy    | 7 000        |
| Provensálské Alpy | 9 300        |
| Kottické Alpy     | 6 900        |
| Dauphinéské Alpy  | 2 400        |
| Grajské Alpy      | 3 200        |
| Vanoise           | 1 800        |
| Mont Blanc        | 1 500        |
| Jura              | 4 200        |
| Walliské Alpy     | 8 300        |
| Freiburské Alpy   | 2 300        |
| Bernské Alpy      | 3 900        |
| Tessinské Alpy    | —            |
| Adulské Alpy      | 2 100        |
| Urnské Alpy       | 1 300        |
| Glarnské Alpy     | 2 300        |
| Appenzellské Alpy | 2 100        |
| Gotthard          | 1 100        |

### Východní Alpy
Východní Alpy se skládají z celků : Rakouské Alpy, Italské Alpy, Slovinské Alpy a malou částí i Švýcarské Alpy. Sněžná čára Východních Alp dosahuje 2 800 metrů na severním a 2 900 metrů na jižním svahu. V této části dosahují nejvyšších vrcholů Ötztaler Alpen (Wildspitze 3 772 m) sahající k švýcarským a italským hranicím. Do této oblasti naštěstí zasáhl rozmach turistiky o něco citlivěji než v jiných oblastech, takže na ploše kolem 500 km² narazíme jen zřídka na známky lidské činnosti, například přehradní nádrž Gepatsch, několik sjezdovek a malé vesničky. Na západě jsou ohraničeny Innem a na východě údolím Ötztal. Za ním pak navazují Stubaier Alpen (Zuckerhütl 3 507 m). V západní části jsou rovněž panenské, ale Brennerský průsmyk (1 371 m), který je ohraničuje z východu, dnes slouží jako dopravní tepna z Innsbrucku do italského Bolzana, čili ideální místo na využití svahů pro sportovní a rekreační účely. V tomto průsmyku vedla už v roce 1772 silnice, 1867 železnice a dnes dálnice A13/A22. Dále na východ pokračují Zillertalské Alpy s kvalitními lyžařskými areály v okolí Mayrhofenu nebo na severním svahu hory Olperer (3 476 m). Některé sjezdové tratě jsou až 12 km dlouhé. Ve Vnějších Alpách se s místy věčného sněhu nesetkáváme. Na severovýchodě mezi řekami Inn, Rosanna a Lech se táhne v délce 40 kilometrů romantické horské pásmo Lechtaler Alpen s nejvyšší horou Parseierspitze (3 036 m) nad městečkem Landeck. Horská silnice mezi Imstem a Elmenem překonává hřeben v sedle Hahntennjoch v nadmořské výšce 1 905 metrů. Hlavní hřeben Východních Alp dosahuje délky takřka 500 km.
Východní Alpy se dělí na 66 horských skupin :

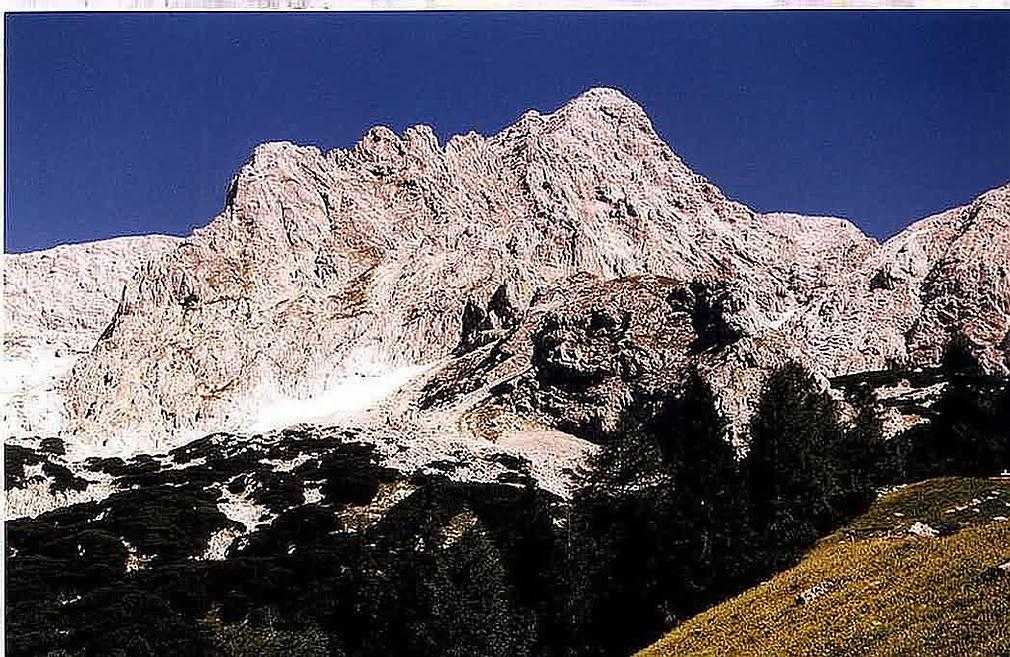
Totes Gebirge, Grosser Priel

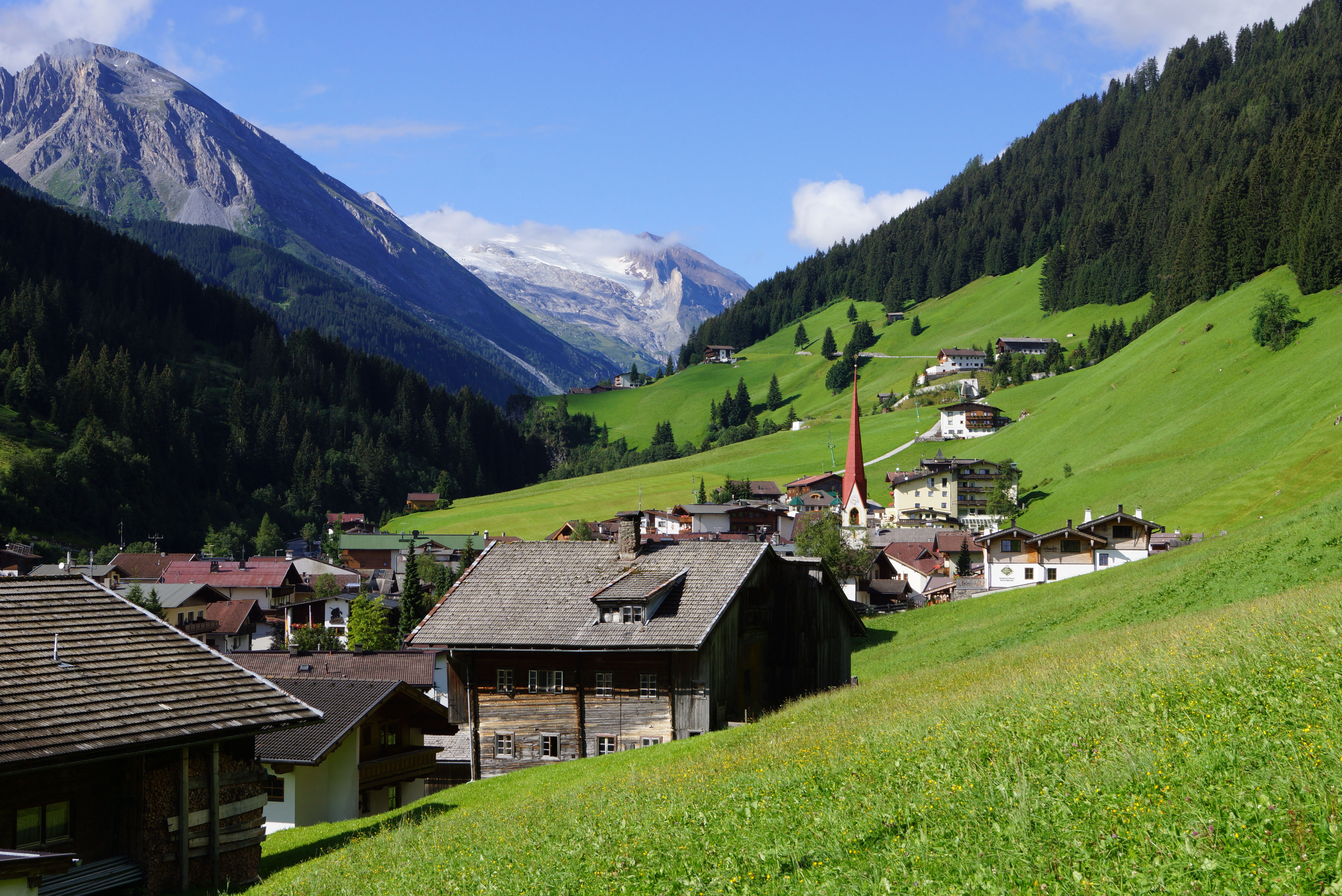
Obec Tux v Tuxských Alpách v Tyrolsku

| název                  | plocha (km²) | název                      | plocha (km²) |
| ---------------------- | ------------ | -------------------------- | ------------ |
| Bregenzský les         | 700          | Sesvenna                   | 600          |
| Lechquellengebirge     | 800          | Livigno                    | 1 100        |
| Verwall                | 900          | Bernina                    | 1 500        |
| Algavské Alpy          | 2 800        | Ortles                     | 3 000        |
| Lechtalské Alpy        | 1 150        | Bergamské Alpy             | 3 500        |
| Samnaunské Alpy        | 550          | Adamello-Presanella        | 2 000        |
| Ammergauské Alpy       | —            | Ötztalské Alpy             | 2 850        |
| Wetterstein            | 700          | Stubaiské Alpy             | 2 100        |
| Mieminger Kette        | —            | Sarntalské Alpy            | 1 150        |
| Bavorské předhůří      | —            | Zillertalské Alpy          | 2 050        |
| Karwendel              | 1 150        | Tuxské Alpy                | 800          |
| Rofan                  | 350          | Kitzbühelské Alpy          | 1 900        |
| Chiemgauské Alpy       | 1 100        | Vysoké Taury               | 4 950        |
| Kaisergebirge          | 350          | Nízké Taury                | 4 900        |
| Steinberge             | 350          | Rieserferner               | 300          |
| Berchtesgadenské Alpy  | 1 300        | Villgratenské hory         | 850          |
| Dientener Berge        | 250          | Nockberge                  | 3 900        |
| Salzkammergutberge     | 1 750        | Lavanttalské Alpy          | 4 400        |
| Tennengebirge          | 300          | Hory východně od řeky Mury | —            |
| Dachstein              | 900          | Brenta                     | 700          |
| Hornorakouské předhůří | 1 850        | Gardské hory               | 2 400        |
| Totes Gebirge          | 1 250        | Dolomity                   | 4 750        |
| Ennstalské Alpy        | 1 300        | Fleimstalské Alpy          | 1 650        |
| Hochschwab             | 1 050        | Vicentinské Alpy           | 3 000        |
| Ybbstalské Alpy        | 1 750        | Karnské Alpy               | 6 600        |
| Türnitzské Alpy        | 1 100        | Gailtalské Alpy            | 1 300        |
| Mürzstegské Alpy       | 850          | Julské Alpy                | 5 300        |
| Rax                    | 450          | Karavanky                  | 1 300        |
| Gutensteinské Alpy     | 1 300        | Kamnicko-Savinjské Alpy    | 900          |
| Vídeňský les           | 1 200        | Pohorje                    | 900          |
| Platta                 | 700          | Plessurské Alpy            | 900          |
| Albula                 | 1 600        | Rätikon                    | 900          |
| Silvretta              | 900          | Tessinské Alpy             | 2 600        |

## Vrcholy
Následující tabulky obsahují seznam 10 nejvýznamnějších alpských vrcholů podle výšky a prominence.

### Nejvyšší vrcholy
| Název          | Výška | Prominence | Stát              | Pohoří            |
| -------------- | ----- | ---------- | ----------------- | ----------------- |
| Mont Blanc     | 4 808 | 4 695      | Francie, Itálie   | Montblanský masiv |
| Dufourspitze   | 4 634 | 2 165      | Švýcarsko, Itálie | Walliské Alpy     |
| Nordend        | 4 609 | 0 94       | Švýcarsko         | Walliské Alpy     |
| Zumsteinspitze | 4 563 | 0 110      | Švýcarsko, Itálie | Walliské Alpy     |
| Signalkuppe    | 4 556 | 0 102      | Švýcarsko, Itálie | Walliské Alpy     |
| Dom            | 4 545 | 1 046      | Švýcarsko         | Walliské Alpy     |
| Lyskamm        | 4 527 | 0 376      | Švýcarsko, Itálie | Walliské Alpy     |
| Weisshorn      | 4 505 | 1 235      | Švýcarsko         | Walliské Alpy     |
| Täschhorn      | 4 491 | 0 210      | Švýcarsko         | Walliské Alpy     |
| Matterhorn     | 4 478 | 1 040      | Švýcarsko, Itálie | Walliské Alpy     |

### Nejprominentnější vrcholy

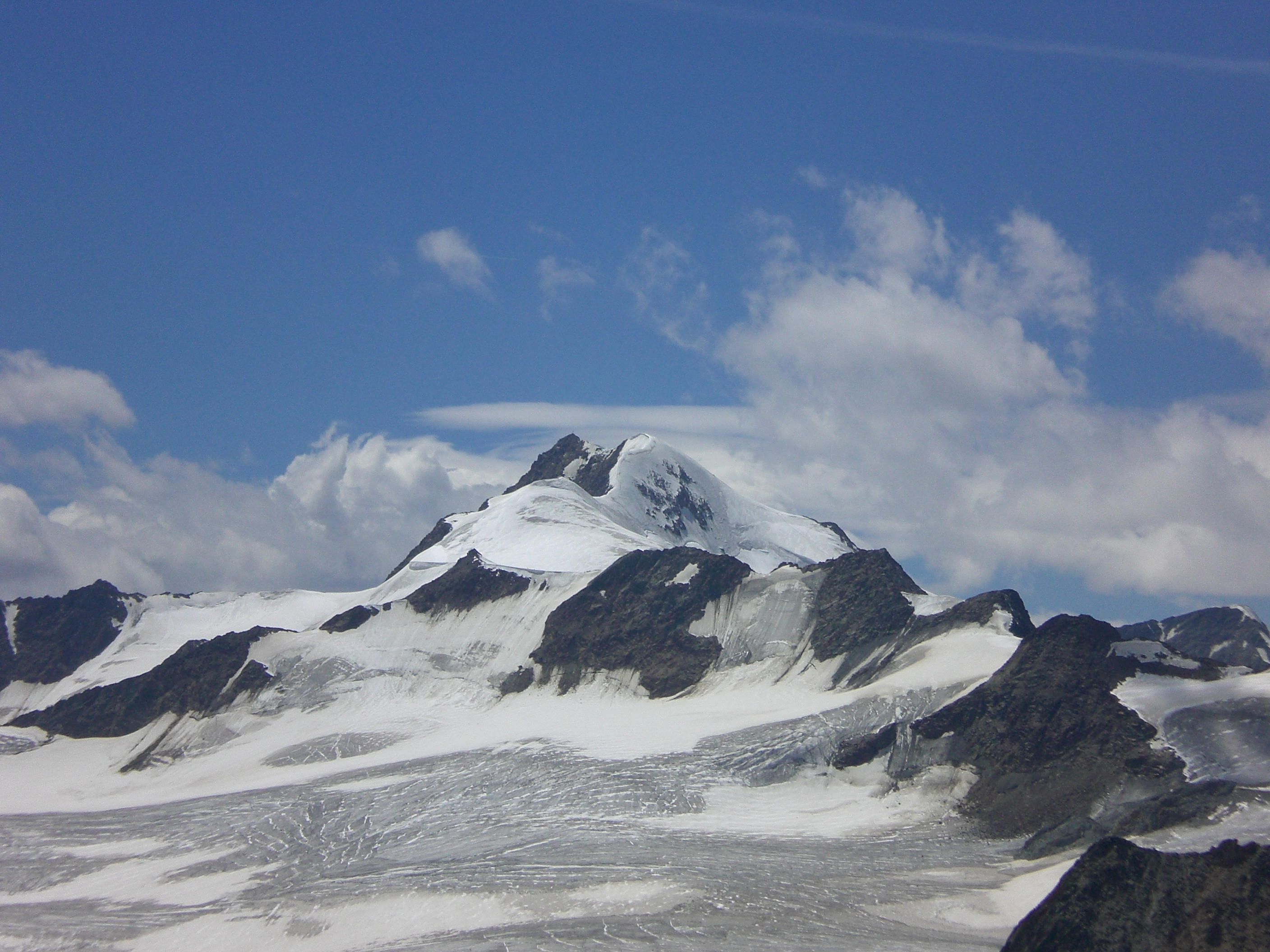
Wildspitze

| Název           | Prominence | Výška | Stát              | Mateřský vrchol |
| --------------- | ---------- | ----- | ----------------- | --------------- |
| Mont Blanc      | 4 695      | 4 808 | Francie, Itálie   | Mount Everest   |
| Großglockner    | 2 423      | 3 798 | Rakousko          | Mont Blanc      |
| Finsteraarhorn  | 2 280      | 4 274 | Švýcarsko         | Mont Blanc      |
| Wildspitze      | 2 261      | 3 768 | Rakousko          | Finsteraarhorn  |
| Piz Bernina     | 2 234      | 4 049 | Švýcarsko         | Finsteraarhorn  |
| Hochkönig       | 2 181      | 2 941 | Rakousko          | Großglockner    |
| Dufourspitze    | 2 165      | 4 634 | Švýcarsko, Itálie | Mont Blanc      |
| Hoher Dachstein | 2 136      | 2 995 | Rakousko          | Großglockner    |
| Marmolada       | 2 131      | 3 343 | Itálie            | Großglockner    |
| Monte Viso      | 2 062      | 3 841 | Itálie            | Mont Blanc      |

## Podnebí
Alpy jsou rozhraním klimat středoevropského podnebí a suchého podnebí Panonské nížiny. V horách hrají roli faktory nadmořské výšky, návětrné a závětrné strany. Okrajové části pohoří jsou podstatně vlhčí než centrální; hluboká údolí centrálních Alp mohou být i značně suchá. Nejvyšší roční srážky spadnou v průměru v Julských Alpách (2500 mm), nejnižší potom ve Walliských Alpách (500–600 mm). Nad výškou 3000 m jsou průměrné roční srážky v Alpách téměř 1500 mm. S přibývající výškou klesá teplota, a to zhruba o jeden stupeň na každých +170 m výšky. Alpy se nacházejí v pásu pouhých 5 stupňů zeměpisné šířky, ale setkáme se tady prakticky se všemi druhy klimatu od mírného podnebí až po arktické. V Alpách se vyskytují také padavé větry, takzvané fény. Na severu Alp jsou to jižní fény. Přes Alpy se přenášejí vzduchové vrstvy od Středozemního moře. Jižní svahy jsou svlažovány dešti, získávají tak kondenzační teplo a padají na severní stranu hor. Přitom může být na severu tepleji než na jihu. Při severním proudění se vyskytuje i na jižních svazích hor tzv. severní fén, který nevytváří výraznější oteplení.

## Příroda

### Flóra a vegetace

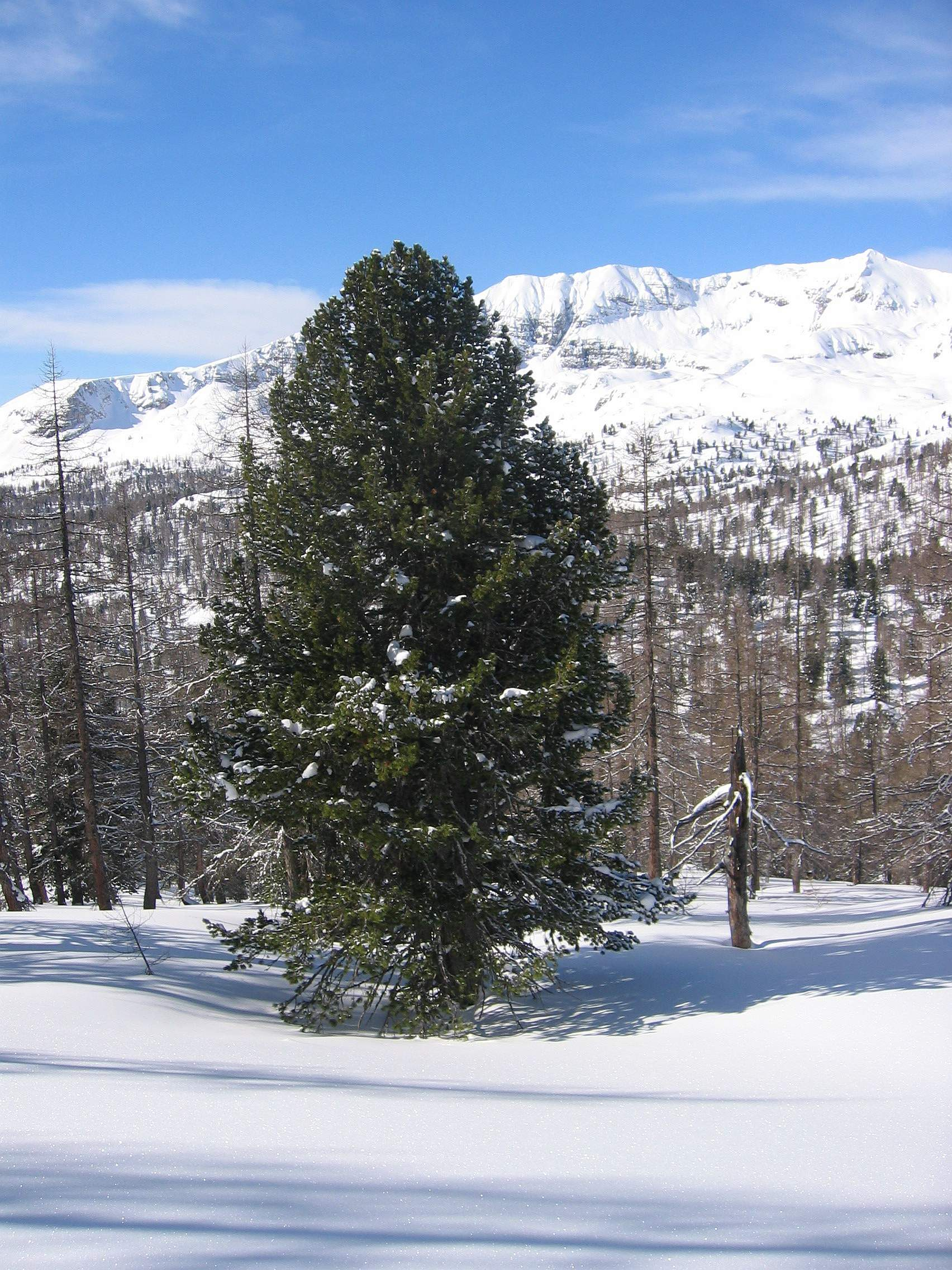
borovice limba

Vegetace Alp je pestrá a bohatá, s množstvím endemických druhů. Převládají fytogeografické vlivy středoevropské, eurosibiřské, arkto-alpínské, alpsko-karpatské, od jihu (například v jižní Francii či v Itálii) též mediteránní. Pásmo lesů je na severních okrajích hor ve výšce kolem 1 600 m, na jižních zasahuje i do výšek 2 200 m, ve vysokých horách až do 2 300 m. V nižších stupních lesů vlhkých okrajových částí okrajových jsou to bučiny s buky a javory; v centrálních suchých částech buk chybí, naopak se mohou vyskytovat lesy borové. Výše se nacházejí horské smrčiny složené převážně ze smrků a jedlí, v ještě vyšších polohách okolo lesní hranice též z modřínů a borovice limby.
Subalpínský stupeň je tvořen porosty kosodřeviny, jalovců, keřovitých olší a vrb, křovinami pěnišníků a vysokobylinnou vegetací. Ve vyšších výškách se pak nalézají alpínské louky s typickou alpskou květenou. Kvetoucí rostliny ve vysokých polohách jsou na bazických vápencových stanovištích velice druhově rozmanité (např. medvědice alpské, mydlice, kopretina, zvonky), za symbol Alp se považuje tzv. alpská protěž (neboli plesnivec alpský). Daří se zde pochybkům, lýkovci, zvonečníkům (stal se symbolem města Cortina d'Ampezzo), silenkám a nízkým prvosenkám. Další typickou květinou Alp je hořec, kterých se zde vyskytuje velké množství druhů (např. v jižních částech Alp druhy Gentiana froelichii, hořec žlutý, Gentiana terglouensis a hořec Clusiův). Na kyselých silikátech jsou naopak smilkové louky nebo porosty sítiny trojklané a ostřice zakřivené. Dále jsou zde vyvinuta suťová stanoviště a sněhová vyležiska, v subniválním stupni pak kryofilní trávníky a roztroušená keříčkovitá vegetace.

### Fauna

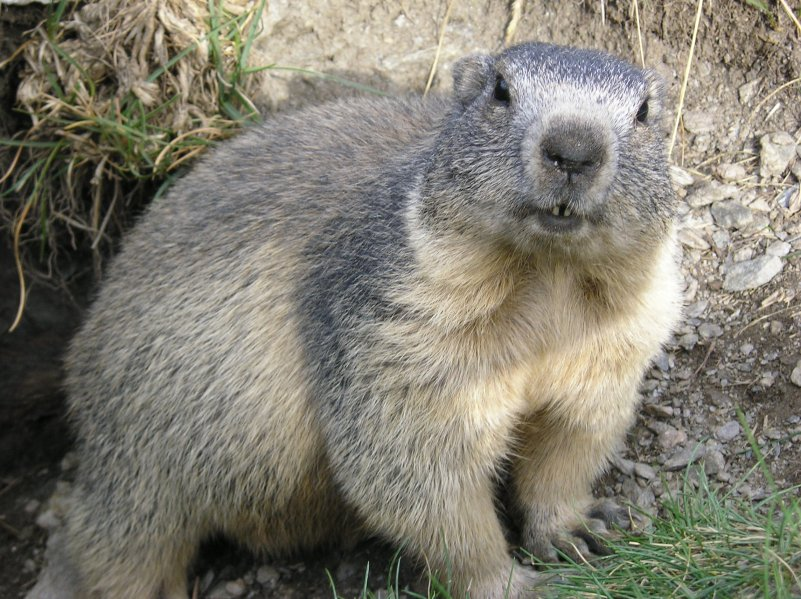
svišť horský

V Alpách je fauna zastoupena druhy typickými i pro jiné horské systémy v Evropě. K těmto známým zvířatům patří např. kamzík, svišť, kozorožec, medvěd, rys, zajíc atd. Vlk byl v Alpách vyhuben kolem roku 1900, kolem roku 1990 se zase vrátil z Apenin. Dnes žije na 100 vlků v italských a francouzských Západních Alpách. Až do výšek kolem 4 000 m se dostává hraboš sněžný. Z ptáků zde lze vidět tetřeva, tetřívka, bělokura horského či pěnkavu sněžnou. Dravce zastupují nejčastěji orel skalní, orlosup bradatý, sokol stěhovavý, jestřáb a jiní.
Z ryb se zde hojně vyskytují pstruzi, kteří žijí v horských jezerech i ve výškách 2 600 m, líni či lipani. V alpských plesech nalezneme živočichy, již jsou přímými potomky druhů z doby ledové. Někteří plazi se dostávají až do výšek 3000 m (zmije obecná a ještěrka živorodá).

## Turismus
Alpy patří k nejoblíbenějším světovým cílům lyžařů a cestovatelů. Je to nejpopulárnější oblast tohoto typu na světě.[zdroj?] Počty návštěvníků se pohybují v řádu jednotek milionů turistů za rok. Projevuje se to pozitivně na ekonomice jednotlivých alpských států.
Dějiny hromadného cestování do Alp začínají v 19. století, když cizinci cestovali poznávat krajinu alpských hor nebo relaxovat v různých odpočinkových střediscích. Část hotelů byla vystavěna v období kolem francouzsko-pruské války roku 1871. Později se začala stavět různá centra ve vyšších nadmořských výškách a zároveň s nimi i první vleky. První vlek byl postaven roku 1908 v Grindelwaldu. Počátkem 20. století se zde uskutečnilo mnoho soutěží v krasobruslení. Po konci první světové války byla na švýcarské a rakouské straně vystavěna zařízení k ubytování. Letní turismus byl v té době stále významnější než zimní.
Ve 20. století do Alp přicházelo velká množství turistů i sportovců. Konala se zde řada zimních olympijských her. V roce 1924 se konaly v Chamonix (Francie), 1928 v Svatém Mořici (Švýcarsko), 1936 v Garmisch-Partenkirchenu (Německo). V průběhu druhé světové války byly olympijské hry přerušeny, ale po roce 1948 opět obnoveny. Ve druhé polovině 20. století se popularita sjezdového lyžování značně zvýšila a byly postaveny další vesnice i na francouzské straně, určené hlavně zimním návštěvníkům. Nejznámějším takovým střediskem je Les Menuires (Francie). Postupem času se zimní střediska inovovala a dnes jsou Alpy navštěvovanější spíše v zimě než v létě (dříve tomu bylo naopak).

## Obyvatelstvo

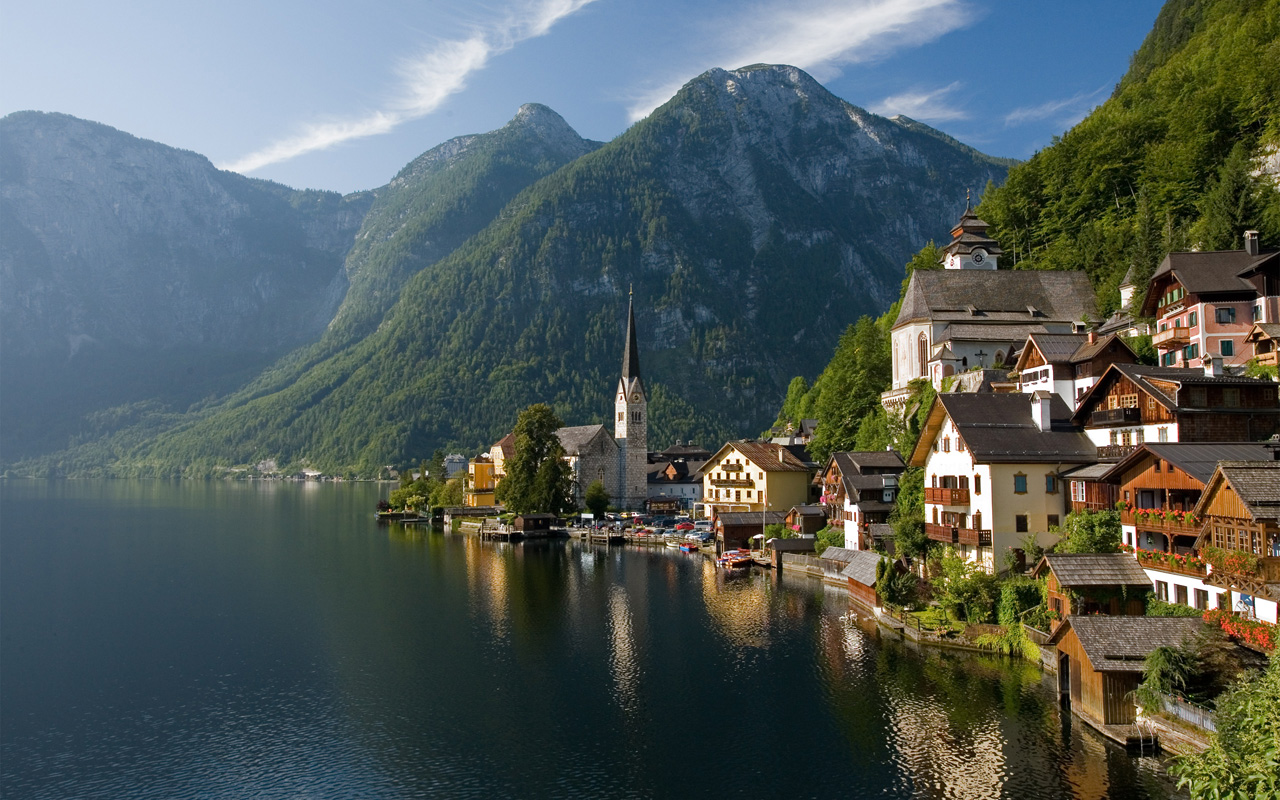
Hallstatt v pohoří Dachstein

Kdysi byly Alpy osídleny Rétoromány, indoevropskými kmeny Ilyrů, Kelty. Za opravdu původní obyvatelstvo se považují Ladinové (Jižní Tyroly) a Rétorománi (kanton Graubünden). Při stěhování národů do oblasti Alp migrovali zejména Germáni a Slované. V současné době jsou zde zastoupeni Francouzi, Italové, Rakušané, Němci, Švýcaři a Slovinci (a malou částí na východě i Maďaři). Původní rétorománské obyvatelstvo je rozptýleno do malých menšin, které v dnešní době již splývají s místními obyvateli. Zhruba 34 % obyvatel hovoří německy (s mnoha rozličnými dialekty), 26 % francouzsky, 29 % italsky a 11 % slovanskými jazyky.